# Muara Pulutan
Muara Pulutan is een bestuurslaag in het regentschap Bengkulu Selatan van de provincie Bengkulu, Indonesië. Muara Pulutan telt 1174 inwoners (volkstelling 2010).